# Discografia de Exo-CBX
A discografia de Exo-CBX, a primeira subunidade oficial do grupo sino-coreano Exo, consiste em um álbuns de estúdio, tres extended plays, quatro singles, e tres trilhas sonoras. Sua estreia ocorreu em outubro de 2016 com o lançamento da canção "Hey Mama!".

## Álbuns

### Álbuns de estúdio
| Título  | Detalhes do álbum                                                                                | Melhores posições nas paradas | Melhores posições nas paradas | Vendas                                          |
| Título  | Detalhes do álbum                                                                                | JPN Hot                       | JPN Oricon                    | Vendas                                          |
| Japonês | Japonês                                                                                          | Japonês                       | Japonês                       | Japonês                                         |
| ------- | ------------------------------------------------------------------------------------------------ | ----------------------------- | ----------------------------- | ----------------------------------------------- |
| Magic   | - Lançamento: 9 de maio de 2018 - Gravadora: Avex Trax, IRIVER - Formatos: CD e download digital | 3                             | 1                             | - JPN: 64,417+ (físico) - JPN: 1,331+ (digital) |

### Extended plays
| Título                                                                                   | Detalhes do álbum                                                                                               | Melhores posições nas paradas | Melhores posições nas paradas | Melhores posições nas paradas | Melhores posições nas paradas | Melhores posições nas paradas | Melhores posições nas paradas | Vendas                                        | Certificações |
| Título                                                                                   | Detalhes do álbum                                                                                               | KOR                           | FRA Dig.                      | JPN                           | JPN                           | UK Down.                      | US World                      | Vendas                                        | Certificações |
| Título                                                                                   | Detalhes do álbum                                                                                               | KOR                           | FRA Dig.                      | Hot                           | Oricon                        | UK Down.                      | US World                      | Vendas                                        | Certificações |
| Coreano                                                                                  | Coreano | Coreano                       | Coreano                       | Coreano                       | Coreano                       | Coreano                       | Coreano                       | Coreano                                       | Coreano       |
| ---------------------------------------------------------------------------------------- | --- | ----------------------------- | ----------------------------- | ----------------------------- | ----------------------------- | ----------------------------- | ----------------------------- | --------------------------------------------- | ------------- |
| Hey Mama!                                                                                | - Lançamento: 31 de outubro de 2016 - Gravadora: S.M. Entertainment, KT Music - Formatos: CD e download digital | 1                             | —                             | 15                            | 14                            | —                             | 1                             | - KOR: 292,905+ - JPN: 11,445+ - US: 2,000    | —             |
| Blooming Days                                                                            | - Lançamento: 10 de abril de 2018 - Gravadora: S.M. Entertainment, IRIVER - Formatos: CD e download digital     | 1                             | 63                            | 20                            | 10                            | 74                            | 2                             | - KOR: 360,224+ - CHN: 89,677+ - JPN: 13,513+ | - : Platina   |
| Japonês                                                                                  | |                               |                               |                               |                               |                               |                               |                                               |               |
| Girls                                                                                    | - Lançamento: 24 de maio de 2017 - Gravadora: Avex Trax - Formatos: CD, LP, download digital                    | —                             | —                             | 2                             | 2                             | —                             | —                             | - JPN: 71,933+                                | —             |
| "—" indica lançamentos que não figuraram nas paradas ou não foram lançados nessa região. | |                               |                               |                               |                               |                               |                               |                                               |               |

## Singles
| Título                                                                                   | Ano     | Melhores posições nas paradas | Melhores posições nas paradas | Melhores posições nas paradas | Melhores posições nas paradas | Melhores posições nas paradas | Vendas         | Álbum         |
| Título                                                                                   | Ano     | KOR Gaon                      | KOR Billboard                 | CHN Alibaba                   | JPN Hot                       | US World                      | Vendas         | Álbum         |
| Coreano                                                                                  | Coreano | Coreano                       | Coreano                       | Coreano                       | Coreano                       | Coreano                       | Coreano        | Coreano       |
| ---------------------------------------------------------------------------------------- | ------- | ----------------------------- | ----------------------------- | ----------------------------- | ----------------------------- | ----------------------------- | -------------- | ------------- |
| "Hey Mama!"                                                                              | 2016    | 4                             | —                             | 11                            | —                             | 7                             | - KOR: 285,728 | Hey Mama!     |
| "Blooming Day" (花요일)                                                                  | 2018    | 20                            | 2                             | —                             | —                             | 8                             | —              | Blooming Days |
| Japonês                                                                                  |         |                               |                               |                               |                               |                               |                |               |
| "Ka-CHING!"                                                                              | 2017    | —                             | —                             | 4                             | —                             | —                             | —              | Girls Magic   |
| "Horololo"                                                                               | 2018    | —                             | —                             | —                             | 100                           | —                             | —              | Magic         |
| "—" indica lançamentos que não figuraram nas paradas ou não foram lançados nessa região. |         |                               |                               |                               |                               |                               |                |               |

## Trilhas sonoras
| Título                                                                                   | Ano  | Melhores posições nas paradas | Melhores posições nas paradas | Vendas          | Álbum                                                |
| Título                                                                                   | Ano  | KOR                           | CHN Alibaba                   | Vendas          | Álbum                                                |
| ---------------------------------------------------------------------------------------- | ---- | ----------------------------- | ----------------------------- | --------------- | ---------------------------------------------------- |
| "Crush U"                                                                                | 2016 | —                             | 15                            | - KOR: 20,936   | Blade & Soul OST                                     |
| "It's Running Time"                                                                      | 2017 | —                             | 20                            | —               | Running Man Animation OST                            |
| "Cry"                                                                                    | 2017 | —                             | —                             | —               | Final Life: Even if You Disappear Tomorrow OST Magic |
| "Someone Like You"                                                                       | 2018 | 88                            | —                             | - CHN: 362,257+ | Live OST                                             |
| "—" indica lançamentos que não figuraram nas paradas ou não foram lançados nessa região. |      |                               |                               |                 |                                                      |

## Outras canções cartografadas
| Título                                                                                   | Ano     | Melhores posições nas paradas | Melhores posições nas paradas | Melhores posições nas paradas | Vendas        | Álbum         |
| Título                                                                                   | Ano     | KOR Gaon                      | KOR Billboard                 | CHN Alibaba                   | Vendas        | Álbum         |
| Coreano                                                                                  | Coreano | Coreano                       | Coreano                       | Coreano                       | Coreano       | Coreano       |
| ---------------------------------------------------------------------------------------- | ------- | ----------------------------- | ----------------------------- | ----------------------------- | ------------- | ------------- |
| "The One"                                                                                | 2016    | 22                            | —                             | 16                            | - KOR: 91,926 | Hey Mama!     |
| "Rhythm After Summer"                                                                    | 2016    | 28                            | —                             | 19                            | - KOR: 69,690 | Hey Mama!     |
| "Juliet"                                                                                 | 2016    | 27                            | —                             | 20                            | - KOR: 71,044 | Hey Mama!     |
| "Cherish"                                                                                | 2016    | 25                            | —                             | 18                            | - KOR: 90,891 | Hey Mama!     |
| "Playdate"                                                                               | 2018    | 83                            | 3                             | —                             | —             | Blooming Days |
| "Sweet Dreams!" (내일 만나)                                                              | 2018    | 87                            | 4                             | —                             | —             | Blooming Days |
| "Monday Blues"                                                                           | 2018    | 91                            | 5                             | —                             | —             | Blooming Days |
| "Vroom Vroom"                                                                            | 2018    | 93                            | 6                             | —                             | —             | Blooming Days |
| "Thursday"                                                                               | 2018    | 96                            | 7                             | —                             | —             | Blooming Days |
| "Lazy" (휴일)                                                                            | 2018    | 100                           | 8                             | —                             | —             | Blooming Days |
| Japanese                                                                                 |         |                               |                               |                               |               |               |
| "Diamond Crystal"                                                                        | 2017    | —                             | —                             | 5                             | —             | Girls         |
| "Miss You"                                                                               | 2017    | —                             | —                             | 9                             | —             | Girls         |
| "KING and QUEEN"                                                                         | 2017    | —                             | —                             | 10                            | —             | Girls         |
| "Girl Problems"                                                                          | 2017    | —                             | —                             | 11                            | —             | Girls         |
| "Tornado Spiral"                                                                         | 2017    | —                             | —                             | 15                            | —             | Girls         |
| "Hey Mama!"                                                                              | 2017    | —                             | —                             | 17                            | —             | Girls         |
| "—" indica lançamentos que não figuraram nas paradas ou não foram lançados nessa região. |         |                               |                               |                               |               |               |